# Vinica (Varaždin)
Pour les articles homonymes, voir Vinica.
Vinica est un village et une municipalité située dans le comitat de Varaždin, en Croatie. Au recensement de 2001, la municipalité comptait 3 747 habitants, dont 98,88 % de Croates et le village seul comptait 1 269 habitants.
Vinica possède un célèbre arboretum, l'arboretum d'Opeka.

## Histoire

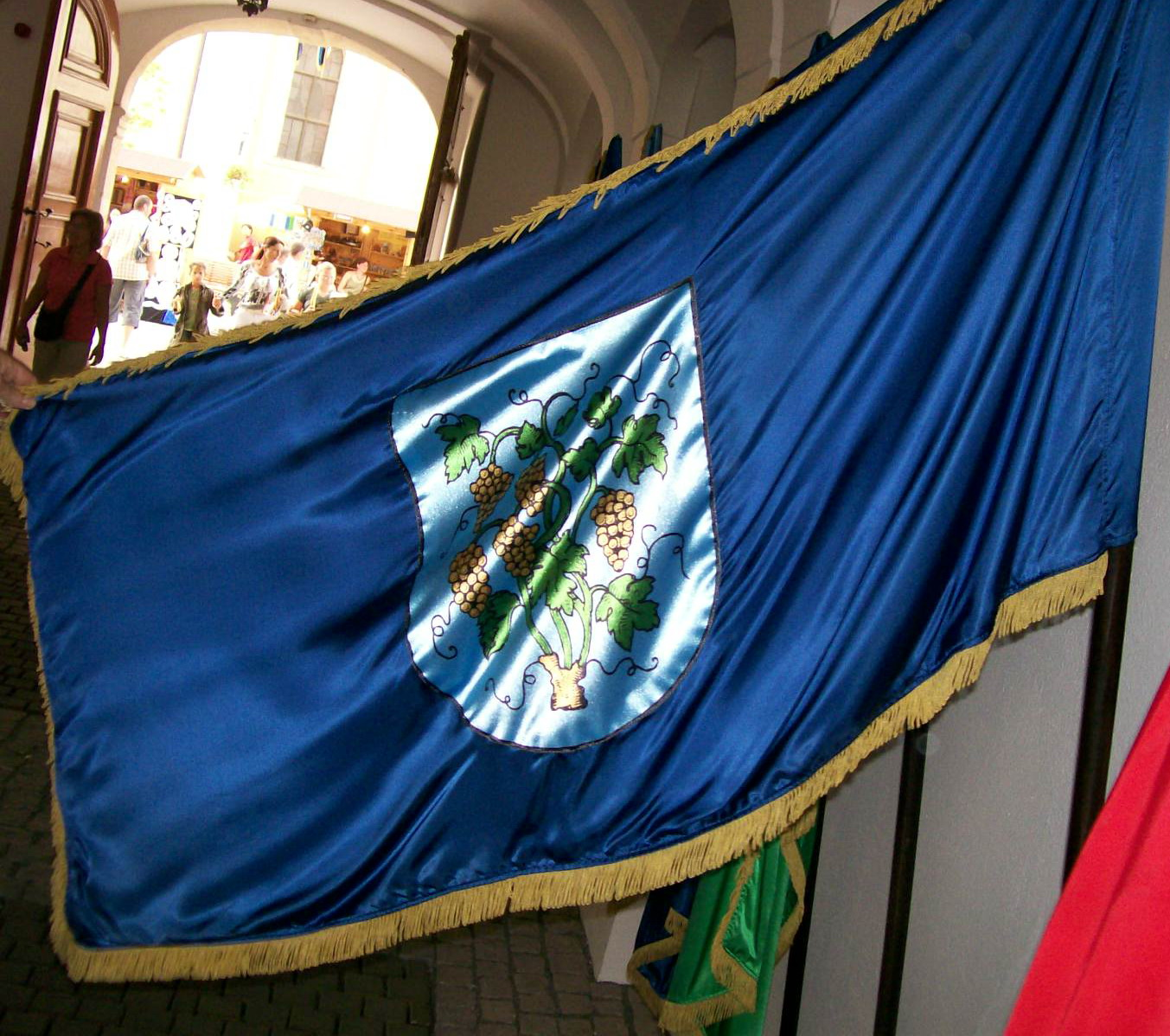

## Localités
La municipalité de Vinica compte sept localités :
- Donje Vratno (dio)
- Gornje Ladanje
- Goruševnjak
- Marčan
- Pešćenica Vinička
- Vinica
- Vinica Breg